# Edgar Allan Poe dans la culture populaire

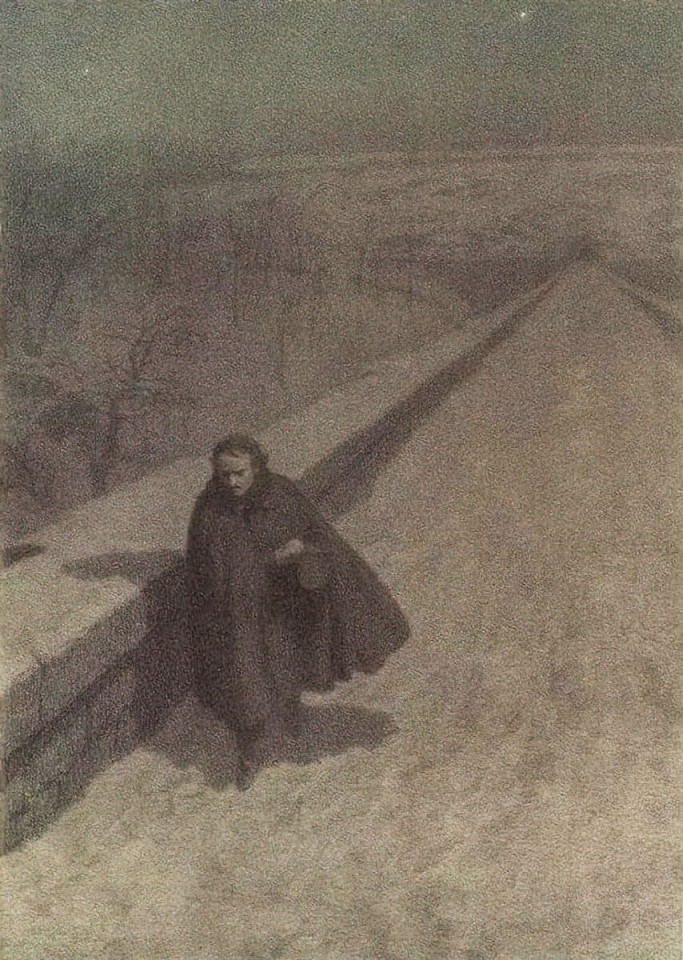
Edgar Allan Poe Walking High Bridge, gravure de Bernard Jacob Rosenmeyer, 1930.

Edgar Allan Poe apparaît dans la culture populaire en tant que personnage d'ouvrages, de bandes dessinées, de films, et d'autres médias. Indépendamment de son œuvre, la légende de Poe lui-même a fasciné de nombreuses générations. La culture populaire a repris et diffusé l'image d'un « génie fou » ou d'un « artiste tourmenté », exploitant ses difficultés personnelles La description qu'il y est donné de Poe, dans de nombreux cas, mêlent souvent ses œuvres, supposées à tort autobiographiques parce qu'écrites à la première personne, le narrateur étant confondu avec l'auteur.
Cet article se concentre spécifiquement sur les apparitions du personnage historique d'Edgar Poe dans les arts, les fictions, à la télévision et au cinéma.

## Iconographie
- Le peintre catalan Lluís Marsans (1930-2015), est connu notamment pour ses illustrations de l'œuvre de Poe[3].

## Musique

### Chanson
- Les derniers jours d'Edgar Allan Poe ont inspiré une chanson de Jean Leloup, intitulée Edgar et parue sur son album Le Dôme en 1996.
- Il est cité dans la chanson des Beatles I am the walrus ("man you should have seen them kicking Edgar Allan Poe")
- Dans la chanson St. Jimmy, de Green Day, on peut entendre "I am the son of a b**** and Edgar Allan Poe"
- Ses poèmes A Dream et The Lake ont été mis en musique sur l'album Gemme de Nolwenn Leroy paru en 2017[4].
- Il est cité dans la chanson de Serge Gainsbourg Ford Mustang ("un recueil d'Edgar Poe")
- Le poème Le Corbeau (The Raven) d'Edgar Allan Poe a inspiré une chanson de Serge Gainsbourg, intitulée Initials B.B. et parue sur son album Initials B.B. en 1968.
- La chanson d'Hubert-Félix Thiéfaine Trois poèmes pour Annabel Lee évoque le personnage féminin du même nom présent dans le dernier poème de Poe écrit en 1849.
- La chanson Allan de la chanteuse Mylène Farmer, est sortie en avril 1988, sur son deuxième album Ainsi soit je... (deuxième album le plus vendu de sa carrière). Elle y  parle de Ligeia (nouvelle du poète), qui lui-même parle de « ses femmes idéales. » Dans la chanson, elle reprend même des vers du poème.
- Les paroles de la chanson The Hardest Part of Letting Go... Sealed With A Kiss de Megadeth se basent partiellement sur La barrique d'Amontillado.
- La chanson représentant l'Autriche au Concours Eurovision de la chanson 2023 s'intitule Who the Hell is Edgar. Les chanteuses se disant possédées par l'esprit d'Edgar Allan Poe.

### Opéra
- 2005 : Jefferson & Poe: A Lyric Opera en deux actes de Damon Ferrante.

## Littérature

### Bande dessinée
- La Barrique d'Amontillado de Poe a été adapté en bande dessinée par Graham Ingels dans le comics Crime Suspenstories n°3, publié par EC Comics en février 1951, sous le titre Blood red wine.
- In the Shadow of Edgar Allan Poe (2002) de Jonathon Scott Fuqua suit un professeur qui a découvert le dernier journal de Poe, qui est censé avoir été écrit par l'auteur sur son lit de mort. Le journal révèle que Poe tirait son inspiration artistique d'un pacte signé avec les démons, en échange de son âme. En contre-partie, Poe ne pouvait écrire qu'à Baltimore; ses tentatives pour quitter la ville ont des conséquences fâcheuses. Le roman graphique, paru chez Vertigo Comics, est illustré numériquement et avec des photographies respectivement par Steven Park and Stephen John Phillips[5].
- Batman: Nevermore (2003) est une mini-série d'Elseworlds, à DC Comics, écrite par Len Wein et dessinée par Guy Davis. Dans l'histoire, Batman s'associe à Poe pour résoudre nombre de meurtres[6].
- The Surreal Adventures of Edgar Allan Poo de Dwight MacPherson est une bande dessinée publiée sur Internet[7]. Parue à l'origine dans DrunkDuck, elle a été réunie dans un livre broché par ShadowLine[8]
- En 2009, pour le bicentenaire de sa naissance, Benjamin Lacombe a illustré sept contes de Poe — Bérénice, Le Chat noir, L’Île de la fée, Le Cœur révélateur, La Chute de la maison Usher, Le Portrait ovale et Morella — dans Les Contes macabres[9].
- En 2012, il apparait dans le tome The Play de la série Lord Baltimore.

### Nouvelle
- Revenant, une nouvelle de Walter de la Mare, publiée d'abord dans The Wind Blows Over, 1936, dans laquelle Poe écoute une lecture moderne de sa vie et de son œuvre, avant de prendre à partie le lecteur sur la facilité de ses jugements.
- When It Was Moonlight, une nouvelle de Manly Wade Wellman parue en février 1940 dans le magazine Unknown.
- The Gentleman From Paris, une nouvelle de John Dickson Carr, publiée d'abord dans l’Ellery Queen's Mystery Magazine en avril 1950, qui représente un Poe anonyme, assis dans un bar de New York, résolvant un mystère à la façon de Dupin pour le personnage titre. Poe disparaît avant d'avoir pu recevoir une récompense substantielle, six mois avant sa mort[10].
- Richmond, Late September, 1849, une nouvelle de Fritz Leiber, éditée d'abord dans le magazine Fantastic en février 1969, dans laquelle Poe rencontre une femme affirmant être la sœur de Charles Baudelaire mais qui serait en fait la Mort. Poe meurt le 7 octobre 1849 à Baltimore.

### Roman
- A Singular Conspiracy (1974), de Barry Perowne, un récit fictif de la période de janvier à mai 1844, durant laquelle Poe, sous un nom d'emprunt, visite Paris dans le vain espoir de rejoindre les soldats français volontaires qui veulent aider la Pologne contre la Russie, rencontrant, au lieu de cela, le jeune Charles Baudelaire et manigançant un complot pour faire chanter le beau-père de Baudelaire, afin qu'il lui laisse la libre disposition de son patrimoine.
- The Last Mystery of Edgar Allan Poe: The Troy Dossier (1978) est un roman de Manny Meyers dans lequel Poe aide la police de New York en 1846 à résoudre un double meurtre.
- The Man Who Was Poe (1989), un roman juvénile d'Avi, décrit un jeune garçon prénommé Edmund qui apporte un soutien amical au chevalier Auguste Dupin, qui est en réalité Poe lui-même. Edmund et « Dupin » résolvent de nombreux mystères à Providence (Rhode Island).
- The Hollow Earth[11] (1990), un roman de Rudy Rucker dans lequel Poe explore le centre de la Terre.
- The Black Throne (1990), un roman de science-fiction de Roger Zelazny et Fred Saberhagen, présente Poe comme l'un des personnages principaux aux côtés d'un alter ego appartenant à un monde parallèle, Edgar Perry (le pseudonyme de Poe quand il était à l'armée). Le roman cite des poèmes de Poe et les emploie pour inspirer l'intrigue; une scène est similaire à la nouvelle Le Puits et le pendule.
- Route 666 (1993), un roman satirique cyberpunk de la série Dark Future de Kim Newman (nom de plume Jack Yeovil), présente un Eddy Poe délabré traversant Cthulhu.
- The Murder of Edgar Allan Poe (1997), de George Egon Hatvary, présente le chevalier Auguste Dupin, personnage de détective créé par Poe, aidant amicalement l'auteur puis enquêtant sur sa mort mystérieuse.
- The Lighthouse at the End of the World de Stephen Marlowe (1995) se concentre sur les dernières semaines de la vie de Poe et montre le chevalier Auguste Dupin tentant de résoudre le mystère de sa disparition. (Octobre solitaire aux éditions Folio)
- Nevermore (1999), The Hum Bug (2001), The Mask of Red Death (2004) et The Tell-Tale Corpse (2006) sont des romans de Harold Schechter (en). Nevermore dépeint un Poe supérieurement intelligent résolvant un crime, en équipe avec l'homme d'action Davy Crockett.
- Lenore: The Last Narrative of Edgar Allan Poe (2002) est un roman de Frank Lovelock qui raconte de manière fictive les derniers jours de Poe avant sa mort. L'histoire est présentée comme un rêve délirant de Poe, tandis qu'il est à l'hôpital. Le chevalier Auguste Dupin fait une apparition avec Lenore, dépeinte comme une femme amoureuse d'un esclave en fuite baptisé Reynolds. Lovelock mêle les propres lettres et œuvres de Poe à son histoire, les citant directement dans le texte, en italiques, avec en note le document d'origine.
- The American Boy (2003), d'Andrew Taylor, est un roman à mystères historique décrivant Poe à l'époque où il était élève en Angleterre.
- The Poe Shadow (2006), de Matthew Pearl, est un roman qui revisite les circonstances étranges entourant la mort de Poe.
- Un jeune Poe fictif est le personnage principal de The Pale Blue Eye, de Louis Bayard, publié en mai 2006. Poe enquête sur une mort mystérieuse à l'occasion de son passage à West Point. Bayard insiste sur l'habitude de boire qu'aurait eu alors Poe, selon la légende.
- The Blackest Bird (2007), roman de Joel Rose, dans lequel est décrit une partie de la carrière littéraire et de la vie personnelle de Poe.
- La Dernière Enquête du chevalier Dupin (2009), du Français Fabrice Bourland, met en scène le personnage d’Edgar Poe s’efforçant, en 1855, de résoudre le mystère entourant la mort de Gérard de Nerval. Au cours de l’enquête, les rapprochements entre Nerval et Poe, disparu cinq ans auparavant à Baltimore, sont nombreuses, et ce court roman est l’occasion d’un jeu littéraire entremêlant fiction et réalité.

## Filmographie

### Cinéma
- 1909 : La Vie d'Edgar Poe de D. W. Griffith avec Herbert Yost.
- 1915 : Le Corbeau est une biographie fictive de Poe (interprété par Henry B. Walthall). Ce film muet de 57 minutes dépeint le départ de Poe de la famille Allan, son amour pour son épouse Virginia et quelques hallucinations causées par le vin, l'une semblant lui inspirer le poème Le Corbeau.
- 1935 : dans Le Corbeau, le narrateur anonyme du ballet de l'« Esprit de Poe » est fait à l'imitation de Poe.
- 1942 : The Loves of Edgar Allan Poe, le personnage de Poe est interprété par Shepperd Strudwick[12].
- 1951 : L'Homme au manteau noir dans lequel un Poe alcoolique (Joseph Cotten) apparaît incognito en 1848 à New York et aide une jeune Française à obtenir son héritage.
- 1960 :
  - La Chute de la maison Usher réalisé par Roger Corman avec Vincent Price.
  - The Tell-Tale Heart décrit Poe rêvant l'histoire de la nouvelle Le Cœur révélateur. Le personnage de Poe est joué par Laurence Payne.
- 1961 : La Chambre des tortures réalisé par Roger Corman avec Vincent Price.
- 1962 :
  -  L'Enterré vivant réalisé par Roger Corman avec Ray Milland.
  -  L'Empire de la terreur réalisé par Roger Corman; Trois contes de Poe y sont adaptés.
- 1963 :
  - La Malédiction d'Arkham réalisé par Roger Corman avec Vincent Price.
  - Le Corbeau réalisé par Roger Corman avec Vincent Price, Boris Karloff et Peter Lorre.
- 1964 : 
  - Danse macabre par Antonio Margheriti, joué par Silvano Tranquilli.
  - Le Masque de la mort rouge réalisé par Roger Corman avec Vincent Price.
- 1965 : La Tombe de Ligeia réalisé par Roger Corman avec Vincent Price.
- 1967 : Le Jardin des tortures de Freddie Francis avec Herger Wallace.
- 1970 : Gas-s-s-s de Roger Corman, acteur non crédité.
- 1971 : Les Fantômes de Hurlevent d'Antonio Margheriti avec Klaus Kinski.
- 1974 : The Spectre of Edgar Allan Poe, Poe est interprété par Robert Walker Jr.[13].
- 1982 : Vincent  de Tim Burton ; le personnage principal est un grand amateur d'Edgard Allan Poe, et deux de ses plus célèbres créations sont présentes : La Chute de la maison Usher est évoquée, et Le Corbeau est cité à deux reprises.
- 1992 : Tale of a Vampire réalisé par Shimako Satō; Kenneth Cranham joue « Edgar », Suzanna Hamilton est Virginia et sa réincarnation Anne, et Julian Sands est Alex, le vampire qui complète le trio[14].
- 2001 : Monkeybone, montrant Edgar Allan Poe IV vivant comme son homonyme.
- 2003 : Descendant de Kermit Christman et Del Tenney avec Arie Verveen.
- 2006 : The Death of Poe se focalise sur les derniers jours de l'auteur. Poe est décrit comme distrait, peut-être à la suite d'une maladie, et est victime du « cooping », une pratique par laquelle des électeurs sont contraints de voter plusieurs fois pour un candidat lors d'une élection.
- 2009 : Sylvester Stallone a projeté d'écrire et réaliser un film intitulé Poe, dont la sortie était prévue en 2009[15].
- 2011 : Twixt réalisé par Francis Ford Coppola, film dans lequel figure le personnage d'Edgar Allan Poe, interprété par l'acteur Ben Chaplin.
- 2012 : L'Ombre du mal de James McTeigue avec John Cusack
- 2022 : 
  - The Pale Blue Eye de Scott Cooper, joué par Harry Melling
  - Malédiction de Raven's Hollow de Christopher Hatton, joué par William Moseley

### Télévision

#### Documentaire
- 2024 : Edgar Allan Poe - Écrivain de l'étrange et icône pop de Manfred Uhlig.

#### Série
- 1976 : Dickens of London dans laquelle Samuel Matthews interprète Poe[16].
- 1990 : Les Simpson dans l'épisode Simpson Horror Show.
- 1999 : Sabrina, l'apprentie sorcière, où Poe est interprété par l'acteur « Edgar Allan Poe IV » dans l'épisode 81, saison 4 (1999-2000), The Phantom Menace. Edgar Allan Poe IV affirme qu'il est l'arrière-arrière-arrière-petit-neveu d'Edgar Allan Poe[17].
- 2001 : Time Squad, la patrouille du temps dans l'épisode Every Poe Has A Silver Lining.
- 2006 : Dans l'épisode Escape to the House of Mummies Part II (2006) de The Venture Bros Brock Samson, Hank Venture et Dean Venture s'associent avec Edgar Allan Poe, aussi bien que Caligula, Brock Samson (passé) et Sigmund Freud.
- 2007 : Les Maîtres de l'horreur dans l'épisode The Black Cat intègre des éléments de la vie de Poe dans l'histoire du Chat noir. Poe est joué par Jeffrey Combs, un vétéran du cinéma d'horreur qui a étroitement collaboré à plusieurs autres projets de Stuart Gordon, le réalisateur.
- 2009  Le personnage de Richard Castle, dans Castle, a choisi « Edgar » comme deuxième prénom de son nom de plume en hommage à Poe. Dans le dernier épisode de la saison 7, il obtient le prix La Plume de Poe, en référence au prix Edgar-Allan-Poe.
- 2013 : 
  - Dans les deux derniers épisodes de la saison 2 de Witches of East End, Freya Beauchamps était sortie dans une de ses vies avec Edgar Allan Poe.
  - Dans Following, Joe Caroll, un tueur en série emprisonné à vie utilise les réseaux sociaux afin de créer un réseau de meurtriers alors qu'il est poursuivi par le FBI. Caroll parsème tous ses crimes et ceux de ses adeptes de références à l'œuvre d'Edgar Allan Poe.

## Hommage
- Le réalisateur Roger Corman a dirigé, entre 1960 et 1965, un cycle de huit adaptations cinématographiques de l'œuvre d'Edgar Poe. L'acteur Vincent Price tient le rôle principal dans chacun de ces films, à l'exception de L'Enterré vivant.

- L'acteur John Astin, qui a joué le rôle de Gomez dans la série TV La Famille Addams, est un admirateur ardent de Poe et a monté une pièce basée sur la vie et les œuvres de Poe, Edgar Allan Poe: Once Upon a Midnight[18].

- La comédie musicale Nevermore, écrite par Matt Conner et Grace Barnes, est inspirée des poèmes et essais de Poe.

- Un autre imitateur de Poe est David Keltz, natif de Baltimore, connu en tant qu'acteur principal à la célébration annuelle de l'anniversaire de Poe, chaque janvier, au Westminster Hall and Burying Ground.

- En 2005, une lecture de Poe au théâtre de Broadway était annoncée, avec un livret de David Kogeas et une musique de David Lenchus; Edgar Allan Poe était joué par Deven May. Au début de 2007, le compositeur du Phill Greenland et le librettiste Ethan Angelica ont annoncé une nouvelle œuvre intitulée Edgar employant de la prose et des lettres de Poe pour le texte et des poèmes pour la partie lyrique[19].

## Prix Edgar-Allan-Poe
Les prix Edgar-Allan-Poe ou Edgars sont une série de prix présentés annuellement depuis 1954 par l'organisation Mystery Writers of America, qui regroupe des auteurs de mystères américains. Les prix portent sur des œuvres de fiction ou non, sur des œuvres télévisuelles, cinématographiques et théâtrales. Par leur nom, ces prix rendent hommage à l'écrivain.